# Tour de l’Ain 2007
Die 19. Tour de l’Ain fand vom 12. bis 15. August 2007 statt. Das Straßenradrennen wurde in vier Etappen über eine Distanz von 558,6 Kilometern ausgetragen. Es war Teil der UCI Europe Tour 2007 und in die Kategorie 2.1 eingestuft.

## Etappen
| Etappe    | Tag        | Start – Ziel                           | km    | Etappensieger   | Führender   |
| --------- | ---------- | -------------------------------------- | ----- | --------------- | ----------- |
| 1. Etappe | 12. August | Montluel – Hauteville-Lompnes          | 162,7 | Beat Zberg      | Beat Zberg  |
| 2. Etappe | 13. August | Lagnieu – Plastics Vallée Bélignat     | 148,2 | Brian Vandborg  | Beat Zberg  |
| 3. Etappe | 14. August | Belley – Culoz Grand Colombier         | 151,8 | John Gadret     | John Gadret |
| 4. Etappe | 15. August | Saint-Genis-Pouilly – Lélex Monts Jura | 162   | Patrice Halgand | John Gadret |